# 1510년

## 연호
- 명(明) 정덕(正德) 5년
- 일본(日本) 에이쇼(永正) 7년
- 후 레 왕조(後黎朝) 홍투언(洪順) 2년

## 기년
- 류큐(琉球) 쇼신왕(尚真王) 34년
- 명(明) 무종 정덕제(武宗 正德帝) 5년
- 조선(朝鮮) 중종(中宗) 5년
- 후 레 왕조(後黎朝) 양익제(襄翼帝) 2년

## 사건
- 삼포왜란 : 4월 4일~19일

## 탄생
- 조선 중기의 문신, 성리학자 김인후.(~1560년)
- 조선 중기의 문신 이담. (~1574년)

## 사망
- 5월 17일 - 이탈리아의 화가 산드로 보티첼리. (1445년~)

### 미상
- 체코의 작가 보후슬라프 하시슈테인스키. (1461년~)
- 조선 전기의 무신 겸 정치인 박원종. (1467년~_